# David Ochterlony Dyce Sombre
David Ochterlony Dyce Sombre (født 18. december 1808, død 1. juli 1851), også kendt som D. O. Dyce Sombre og David Dyce Sombre, var en angloinder, der betragtes som den første person af asiatisk herkomst, der er blevet valgt ind i Det britiske parlament. Han blev valgt til at repræsentere Sudbury i juli 1841, men blev afsat igen i april 1842, som følge af bestikkelse i valgprocessen.
Han blev opkaldt efter David Ochterlony, der var en brite, som boede i Delhi.